# HD 99373
HD 99373，又名BD+34 2222，SAO 62551、HR 4412，是一颗恒星，视星等为6.32，位于銀經188.72，銀緯70.63，其B1900.0坐标为赤經11h 21m 4.4s，赤緯+33° 70.63′ 59″。